# Gala (Kartoffel)

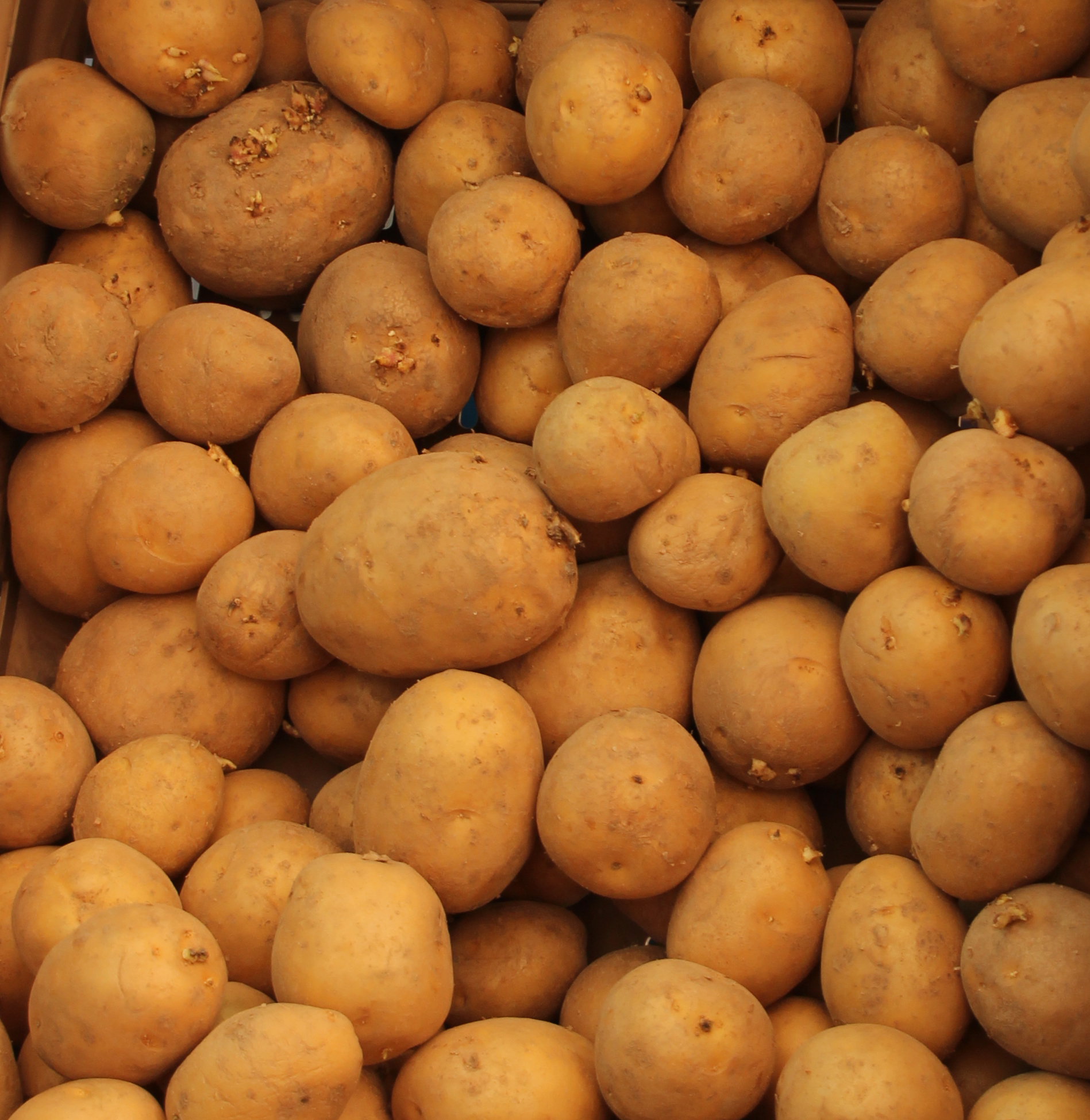
Gala

Gala ist eine frühe, vorwiegend festkochende Speisekartoffel des Züchters Norika. Sie wurde im Jahr 2010 zur thüringischen Kartoffel des Jahres gewählt.

## Knolleneigenschaften
Die rundovalen Knollen eignen sich wegen der flachliegenden Augen gut zur maschinellen Schälung. Der Knollenansatz je Strauch ist vergleichsweise hoch, für gute Erträge muss allerdings die Wasserversorgung gesichert sein. Beim Kochen kommt es nur zu einer geringen Verfärbung.

## Pflanzung
Das Knollennest der Sorte Gala liegt leicht erhöht; deshalb sollte das Pflanzgut rund 2 cm tiefer als gewöhnlich abgelegt werden. Es sollte vorgekeimtes Pflanzgut verwendet werden. Eine Beizung gegen Rhizoctonia wird empfohlen.